# Falda (armadura)

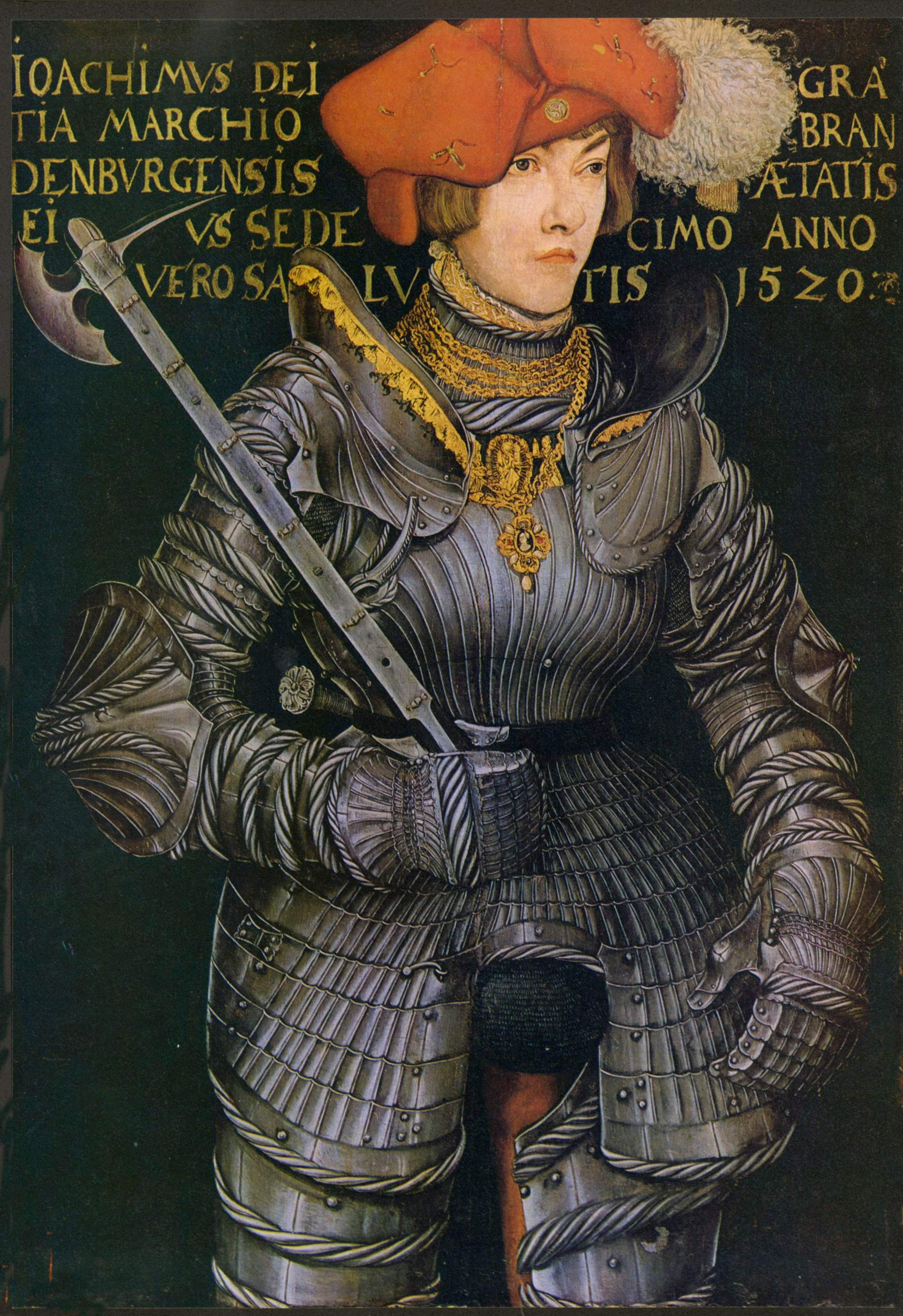
Armadura con falda, 1520

Falda es la parte de la armadura que pendía del peto y del espaldar y se llevaba abierta. Se usaron en principio de malla, después de launas de hierro y, por último, de telas ricamente labradas y blasonadas como complemento decorativo de las armaduras de gala y justa. Tuvieron su mayor boga durante todo el siglo XVI.